# Luka (cantora)
Luciana Karina Santos de Lima, conhecida por seu  nome artístico Luka (Porto Alegre, 26 de junho de 1979), é uma cantora e compositora brasileira. Em 2003, lançou seu primeiro álbum, Porta Aberta, que estourou mundialmente com a canção "Tô Nem Aí", fazendo da cantora um dos nomes brasileiros mais conhecidos no Brasil e no exterior, em 2003 pela gravadora Sony Music o álbum vendeu cerca de 500 mil cópias ao redor do mundo.
Em 2006, Luka lança seu segundo álbum pela Warner Music, intitulado Sem Resposta, com roupagem pop rock e a participação de Serginho Moah (Papas da Língua) em 2007. O álbum teve como singles "Sem Resposta", "A Aposta" (com a participação de Serginho Moah) e "Pensando em Nós".
Em 2009 Luka lança seu terceiro álbum intitulado O Próximo Trem, com músicas mais intimistas; o disco foi gravado ao vivo à moda antiga com som mais acústico bem diferente de seus outros discos, com músicas de destaque como "Pelo Espelho", "Sempre Tão Perfeito", "Tardes de Sol" e "Cinderela Doida!", uma das músicas pop rock mais tocadas nas rádios. O disco foi lançado em 2012 em Portugal com a faixa bônus "Love Is Free". Em 2014 Luka lança seu novo single "Fala com a Minha Mão" em parceria com o cantor Latino e em 2015 seu quarto álbum intitulado Céu de Diamantes.

## Biografia
Luka começou aos sete anos de idade tocando violão, iniciou sua carreira profissional com 16 anos, onde se apresentava em barzinhos nas noites no Rio Grande do Sul, quando ainda era conhecida como Luciana Lima. Assim chegou ao festival Planeta Atlântida, um dos mais importantes do cenário musical nacional. Luka também aprendeu piano e teoria musical, além de integrar vários projetos musicais como o coral Arepy, nos dois anos em que morou no Paraguai.

## Carreira
Em 2002, ela resolveu encarar os testes para Fama, programa da Rede Globo feito para descobrir novos talentos da MPB. Luka foi eliminada no fim do processo de seleção dos participantes. No reality show Big Brother Brasil 3, a participante Elane, que foi a segunda colocada da edição, cantarolava a canção "Tô Nem Aí" (composta por Luka em parceria com o cantor Latino) dentro da casa. Depois da pequena exposição, a canção entrou para a trilha sonora da série Malhação, da Rede Globo. A partir daí a música começou a ser pedida em todas as rádios brasileiras. No mesmo ano, Luka ganhou no programa Domingão do Faustão o prêmio de melhor música do ano pelo Melhores do Ano. A canção embalou um comercial da Chevrolet na mesma época. "Tô Nem Aí" permaneceu por várias semanas entre as mais tocadas nas rádios até o lançamento do segundo single, "Porta Aberta", que também dá nome ao seu álbum de estreia. A música ficou na primeira posição das 100 músicas mais tocadas de 2003 no Brasil, vencendo "Velha Infância", dos Tribalistas. Não diferentemente da primeira música de trabalho, repetiu o sucesso, graças também a exposição como trilha sonora do filme Didi Quer Ser Criança. Terminou o ano de 2004 também com a música entre as mais tocadas e foi a música de abertura de Malhação em Portugal.
O terceiro sucesso, "Difícil Pra Você", do álbum Porta Aberta, teve participação do cantor Billy e foi trilha da novela das sete Começar de Novo exibida em 2005 pela Rede Globo, tema da atriz Isabel Filardis, o hit foi cantado no Maracanã na festa de 60 anos da Rádio Globo para 60 mil pessoas. Ainda em 2005, Luka lança no verão europeu o single "Enamorada", em parceria com um DJ italiano, que vira o hit do verão europeu, uma das canções mais executadas na Europa. "Tô Nem Aí" levou também surpreendentemente Luka ao primeiro lugar da parada dance na Alemanha, na MTV Italiana, e seu lançado também em terras norte-americanas. Isso tudo graças ao popular remix da música que alavancou a carreira da cantora. Também já fez shows no Japão e Espanha (entrando na lista Los 40 Principales). Após uma pausa na carreira, devido ao nascimento de sua primeira filha, Luka retornou com seu segundo álbum, Sem Resposta, cuja faixa-título foi o primeiro single e ficou entre uma das músicas mais tocadas nas rádios. Neste álbum, Luka apresenta um som mais levado ao rock. O disco conta com onze faixas, sete de autoria total da cantora. Foi produzido em três meses, e também traz composições de outros artistas gaúchos. Em 2009, Luka lança seu terceiro álbum, intitulado O Próximo Trem, um disco gravado ao vivo à moda antiga, com músicas mais intimistas. O novo single "Cinderela Doida!" entrou na lista das músicas mais tocadas nas rádios em 2009. Em 2010, Luka resgata seu lado pop, lançando o single "Love Is Free", com clipe de Rafael Almeida. A música rendeu à cantora um contrato com a Sony Portugal, país do qual foi fazer todos os programas de rádio e TV em março de 2012.
Em 2014, lança seu novo single "Fala Com a Minha Mão" em parceria com o cantor Latino, e em 2015 seu quarto álbum intitulado Céu de Diamantes. Recentemente, a cantora lançou um projeto intitulado Especial Acústico, divulgando uma série de vídeos no YouTube onde interpreta canções de sucesso e novas versões de músicas que marcaram sua carreira. Durante a pandemia do COVID-19, Luka optou por passar a quarentena em sua cidade natal, hospedada em um hotel; no entanto, meses depois, foi alvo de controvérsia ao cantar na rua seu sucesso "Tô Nem Aí" para uma aglomeração de pessoas sem máscara.

## Discografia
- 2003: Porta Aberta
- 2006: Sem Resposta
- 2009: O Próximo Trem
- 2015: Céu de Diamantes

## Prêmios e indicações
| Ano  | Premiação                      | Categoria         | Indicação   | Resultado |
| ---- | ------------------------------ | ----------------- | ----------- | --------- |
| 2003 | Melhores do Ano                | Música do Ano     | "Tô Nem Aí" | Venceu    |
| 2004 | Troféu Imprensa                | Música do Ano     | "Tô Nem Aí" | Venceu    |
| 2004 | Troféu Imprensa                | Revelação do Ano  | Luka        | Indicado  |
| 2009 | 23º Edição da Moenda da Canção | Melhor Intérprete | Luka        | Venceu    |
| 2010 | 2º Troféu MZOTV                | Voz e Violão      | Luka        | Indicado  |